# St. Martinus (Hattersheim am Main)

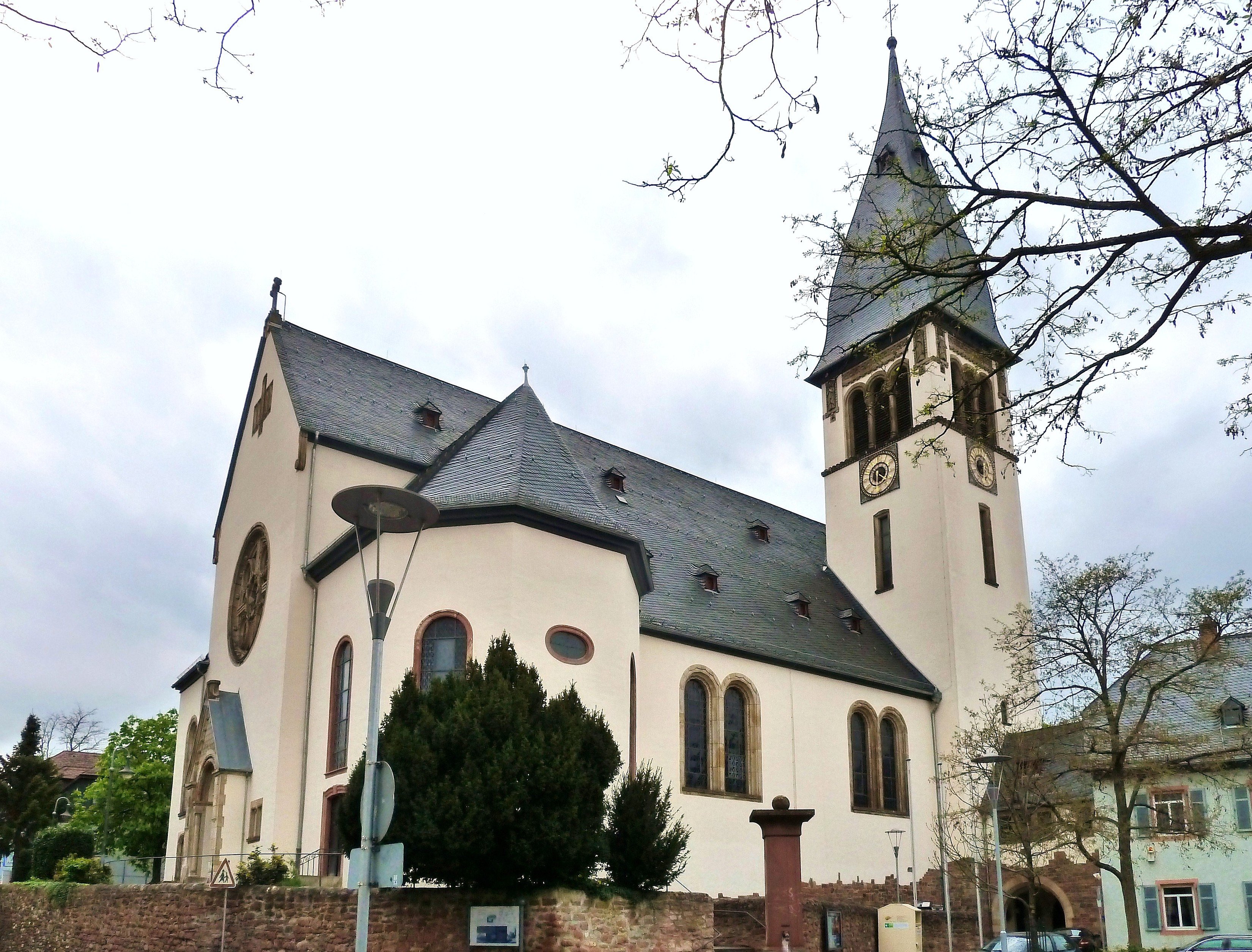
St. Martinus in Hattersheim am Main

Die römisch-katholische, denkmalgeschützte Kirche St. Martinus steht in Hattersheim am Main, einer Stadt im Main-Taunus-Kreis in Hessen. Die Kirchengemeinde gehört zum Bistum Limburg.

## Beschreibung
Die neuromanische Pseudobasilika wurde 1914/15 von Ludwig Becker mit Anklängen an den Jugendstil gebaut. Von der Vorgängerkirche aus dem Jahre 1747 wurden der im Nordosten dreiseitig geschlossene Chor nunmehr als Querschiff übernommen sowie die Gewände aus Sandstein der Fenster und des Portals im Westen, das mit einem Wimperg verziert ist, und einem Dachreiter im Südosten des Querschiffs. Der Chor der neuen Kirche ist nach Westen gerichtet, seitlich nach Nordosten versetzt steht der Kirchturm, der mit einer langgestreckten geschweiften Haube bedeckt ist. Unter seiner Dachtraufe befinden sich an den Ecken in Wandnischen acht Statuen von Heiligen. In seinem oberste Geschoss verbirgt sich hinter den als Triforien gestalteten Klangarkaden der Glockenstuhl. Unter ihnen befinden sich die Zifferblätter der Turmuhr. Das Mittelschiff ist im Innern mit einem kassettierten Tonnengewölbe überspannt. In den Jochen der Seitenschiffe sind die Tonnengewölbe quer angeordnet. Die Gewölbe sind alle ausgemalt. Die Orgel mit 36 Registern, drei Manualen und Pedal wurde 1936 von Eduard Wagenbach gebaut.